# Elena Souliotis
Elena Souliotis (grec moderne : Έλενα Σουλιώτη - Élena Soulióti, Athènes, 28 mai 1943 - Florence, 4 décembre 2004) est une soprano grecque, particulièrement associée au répertoire dramatique italien.

## Biographie
Née d'un père grec et d'une mère russe, elle grandit à Buenos Aires où sa famille s'est installée. Elle étudie le chant d'abord en Argentine avec Alfredo Bonta et Jascha Galperin, puis à Milan avec Mercedes Llopart, qui fut également professeur de Renata Scotto, Anna Moffo, Alfredo Kraus, Fiorenza Cossotto, entre autres. 
Elle fait ses débuts à Naples en 1964, dans le rôle de Santuzza de Cavalleria rusticana. Vite comparée à Maria Callas, pour l'étendue et la puissance de sa voix et son tempérament dramatique, elle est rapidement invitée sur toutes les grandes scènes du monde, Milan, Vienne, Londres, Chicago, New York, Mexico, Buenos Aires, etc. 
Son rôle-fétiche devient Abigaille de Nabucco, qu'elle enregistre pour Decca en 1965, aux côtés de Tito Gobbi. Ses autres rôles notoires incluent; Anna Bolena, Norma, Macbeth, Luisa Miller, La forza del destino, Aida, La Gioconda.  
Ayant abordé très jeune les rôles les plus lourds, n'a pu tenir les promesses de ses débuts et sa carrière est plus ou moins finie dès l'âge de trente ans.
La typologie vocale d'Elena Souliotis était celle d'un "Falcon", du nom de la soprano Cornélie Falcon (1812-1897), terme qui désigne un type de soprano dramatique chez lequel la fragilité du médium entre des graves opulents et des aigus percutants oblige à une technique vocale qui accentue la facilité des extrêmes de la tessiture: de ce fait la voix se casse en deux "comme une coque de noix"au bout de quelques années, ce qui fut cause de l'interruption de la carrière de Cornélie Falcon (qui chanta entre 1832 et 1838) comme de celle d'Elena Souliotis dont la carrière de soprano est finie dès le milieu des années 70.  Elle se survivra dans des rôles de mezzo : par exemple la comtesse de la dame de pique et enregistra une dernière fois chez Decca le rôle de la zia principessa dans Suor Angelica auprès de Mirella Freni(1991).
Elle meurt d'un arrêt du cœur à l'âge de 61 ans.

## Discographie sélective
- Nabucco - Tito Gobbi, Elena Souliotis, Bruno Prevedi, Dora Carral, Carlo Cava - Chœur et Orchestre de l'Opéra de Vienne, Lamberto Gardelli, (Decca, 1965)
- Norma - Elena Souliotis, Fiorenza Cossotto, Mario Del Monaco, Carlo Cava - Chœur et Orchestre de l'Académie de Sainte Cécile, Silvio Varviso, (Decca, 1967)
- Anna Bolena - Elena Souliotis, Marilyn Horne, John Alexander, Nicolai Ghiaurov - Chœur et Orchestre de l'Opéra de Vienne, Silvio Varviso, (Decca, 1969)
- Macbeth - Dietrich Fischer-Dieskau, Elena Souliotis, Luciano Pavarotti, Nicolai Ghiaurov - Ambrosian Opera Chorus, London Philharmonic Orchestra, Lamberto Gardelli, (Decca, 1971)

## Sources
- Le guide de l'opéra, Roland Mancini et Jean-Jacques Rouveroux, Fayard, 1986.
- The Metropolitan Opera Guide to Recorded Opera, édité par Paul Gruber, Norton, 1993.